# 日本大学保健体育審議会
日本大学保健体育審議会（にほんだいがくほけんたいいくしんぎかい）は、日本大学本部の運動部が所属している団体である。
尚、2018年（平成30年）10月9日を以て、日本大学競技スポーツ部として改組改編した。

## 概要
日本大学は経営方針及び校舎施設などの事情により、基本的に単体学部で1つのキャンパスを構成している。従って部活動も、全学統一的な運営は困難であり、結果として大学運営と同様に独立した運営が行われている。運動部を一つにまとめた団体は本部が管理している。
本部所属の部も学部所属の部もそれぞれが、所属する学部キャンパスが所在する地域の連盟等に加盟し、ほとんどの場合は対外的に、お互いに独立対等な別団体として活動している。大学全体を対象としたクラブは大学本部の予算で、各学部所属のクラブは各学部の予算で運営されている。
一例として硬式野球部を挙げると、全国の大学硬式野球部を一律に統括している全日本大学野球連盟の下では、日本大学硬式野球部（東都大学野球連盟加盟）、日本大学国際関係学部硬式野球部（東海地区大学野球連盟）、日本大学工学部体育会硬式野球部（南東北大学野球連盟）、日本大学生物資源科学部硬式野球部（東京新大学野球連盟）は、各学部とチームの所在する本拠地に応じて所属リーグが異なるだけで、それぞれは同じ全日本大学野球連盟主催の全国大会で対戦する可能性を持つ対等な別チームである。
従って、硬式野球部の様に同種のクラブが本部・学部の双方にある場合、学生本人が部員としてどちらのチーム・団体に入部するかは、あくまで学生自身の事情・意思を考慮して本人が選択することとなっている。

## 競技部

### クラブ一覧

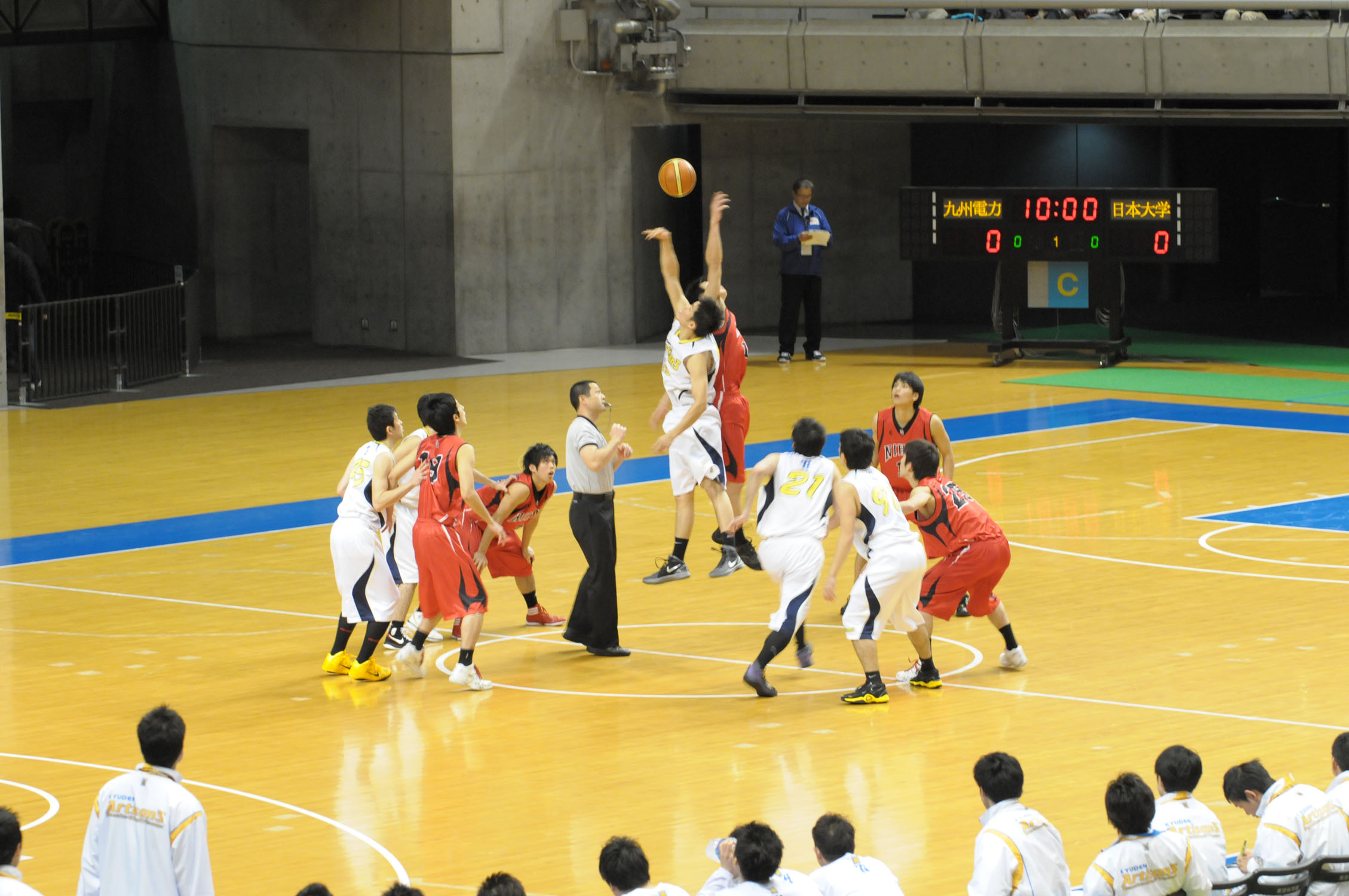
全日本総合選手権2回戦、九州電力対日本大学、東京体育館（2012年）。

- アメリカンフットボール部
1940年に創部され、関東学生アメリカンフットボール連盟に1940年の第7回リーグ戦から参加。2006年2月時点で、1955年の第14回リーグ戦で初優勝以来30回のリーグ優勝と東西大学王座決定戦（甲子園ボウル）優勝18回、日本選手権（ライスボウル）優勝4回といった記録を持っている[注 2]。部員の違法薬物所持問題のため2023年9月1日から無期限の活動停止処分となっていたが、同年11月29日の学内会議で廃部とすることが決まった[4]。
- 応援リーダー部
長らく公式には不在だった学生による大学公認の応援組織[注 3][注 4]として、運動部の活躍を激励・鼓舞すると共に、学生の帰属意識や母校愛を高めるといった事を期待されて2004年（平成16年）に創部された。名称は応援リーダー部となっているが、活動の実態は競技チアリーディングである。1970年（昭和45年）9月26日付けで解散した旧応援団の後継組織ではなく、関連も全く無い。日本大学応援団の復活も認められていない。
- 空手部
- 弓道部
- 剣道部
- ゴルフ部
- サッカー部
- スケート部
- スキー部
- 自転車部
当該競技部門として伝統的な強豪校である。学生チームロードレース13連覇、全日本大学対抗30連覇（2012年時点）の記録をもち、実業団やプロ選手などになっている卒業生が数多く存在する。
- 重量挙部
- 柔道部
- 柔道部（女子部門）
- 射撃部
- 水泳部
過去の在籍者には、男子100M自由形の日本記録保持者がいた。
- 相撲部
- 体操部
オリンピックや世界選手権に出場した選手が数多くいる。国内大会では、全日本選手権、全日本インカレ優勝といった記録を持っている。全日本インカレでは日体大・筑波大（東京教育大含む）に次ぐ優勝10回を誇る。
- 卓球部
- テニス部
- 陸上競技部
- 陸上競技部（特別長距離部門）
関東学生陸上競技連盟に所属している。駅伝競走チームは、1922年の箱根駅伝（第3回大会）初出場以来、2006年2月時点で出場75回・優勝11回（うち往路・復路優勝による総合優勝6回、4連覇1回）、全日本大学駅伝優勝2回、出雲大学選抜駅伝優勝4回の記録を誇っている。駅伝競走チームの襷の色「桜色」[注 5]が、日本大学のイメージカラーとして定着し、それがスクールカラーだと誤解を抱かせるほどの影響を与えた（日大のそれは緋色。すなわちスカーレットないし濃赤色）。
- 硬式野球部
1923年に創部され、東都大学野球連盟のリーグ創設時から所属している。2006年2月時点で、1933年秋季（第6回リーグ戦）の初優勝以来、22回の東都大学リーグ戦制覇のほか、全日本大学選手権優勝2回・準優勝5回、明治神宮大会優勝1回の成績を誇る。
- バスケットボール部全日本総合選手権2回戦、九州電力対日本大学、東京体育館（2012年）。
1946年に創部され、関東大学バスケットボール連盟に所属する。全日本学生選手権では、日本体育大学グリズリー（最多優勝校14回）に次ぐ優勝12回を記録している[注 6]。
- バレーボール部
- バドミントン部
- ハンドボール部
- 馬術部
1924年（大正13年）に創部。全日本学生馬術三大大会20回、関東学生馬術大会団体総合21回の優勝歴があり、オリンピック選手を数多く輩出している。
- フェンシング部
- ボクシング部
関東大学ボクシング連盟に所属し、1993年から関東大学リーグ戦において11連覇した記録を持つ。世界王者となった平仲明信はじめ、多くのプロ選手を輩出している。チームカラー（スクールカラー）は赤・濃赤ないし緋色。
- ボート部
- ヨット部
- ラグビー部
1928年に創部。当時の関東大学ラグビー対抗戦に所属し、後に分立した関東大学リーグ戦グループ創設時から参加している。2006年2月時点でリーグ優勝2回、全国大学選手権出場14回・ベスト4進出4回となっている。
- レスリング部
東日本学生リーグ戦6回、全日本学生王座決定戦11回、内閣総理大臣杯全日本大学選手権大会6回の優勝歴があり、オリンピックメダリストやプロレスラー・格闘家を多数輩出している。
- ソフトボール部

## 施設等

### 体育館・グラウンド

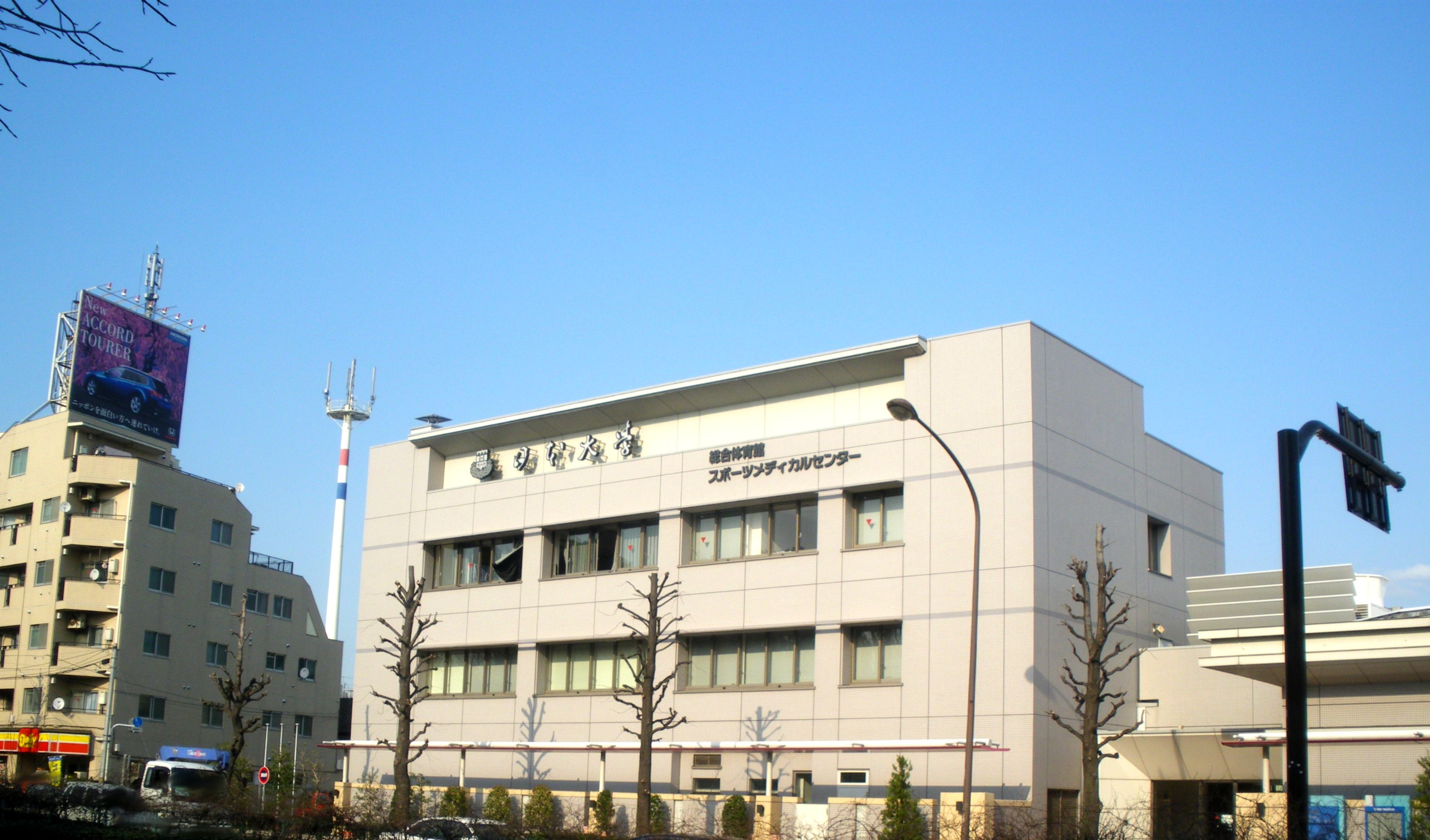
日本大学八幡山総合体育館

- 総合体育館日本大学八幡山総合体育館
  - 日本大学八幡山総合体育館（東京都世田谷区八幡山2-10-2）
- グラウンド
  - 日本大学稲城総合グラウンド（東京都稲城市大字坂浜19号1382-1）

### 寮
- 総合学生寮
  - 日本大学八幡山総合学生寮（東京都世田谷区八幡山2-10-24）
- 学生寮
  - 日本大学笹目学生寮（埼玉県戸田市笹目7-20-1）

### 組織
- 事務局
  - 日本大学保健体育事務局（東京都千代田区九段南4-8-24日本大学会館4F）

## 大学本部学生部所属の学生団体
文化団体連合会
- マンドリンクラブ
- 管弦楽団

- 合唱団
- 雄弁会
- 学生赤十字奉仕団
- スカウト研究会
- 吹奏楽研究会
- リズム・ソサエティ・オーケストラ
- 軽音楽部ハワイアン研究会フラワーレイ
- 英語研究会
- 将棋研究会
- 能楽研究会
- 探検部

体育団体連合会
- ソフトテニス部
- 自動車部
- 準硬式野球部
- 山岳部
- グライダー部
- キックボクシング
- 少林寺拳法部